# Lista de presidentes de Navarra

## Presidentes deNavarra
| Nº | Nome                      | Início | Fim        | Partido | Notas |
| -- | ------------------------- | ------ | ---------- | ------- | ----- |
| 1. | Juan Manuel Arza Muñazuri | 1982   | 1984       | UCD     |       |
| 2. | Jaime Ignacio del Burgo   | 1984   | 1984       | PDP     |       |
| 3. | Gabriel Urralburu         | 1984   | 1991       | PSOE    |       |
| 4. | Juan Cruz Alli            | 1991   | 1995       | UPN     |       |
| 5. | Javier Otano              | 1995   | 1996       | PSOE    |       |
| 6. | Juan Cruz Alli            | 1996   | 1996       | CDN     |       |
| 7. | Miguel Sanz               | 1996   | Atualidade | UPN     |       |